# Dictyoclostus
Dictyoclostus is een geslacht van uitgestorven brachiopoden, dat voorkwam in het Laat-Carboon. 

## Beschrijving
Deze 2,5 tot 3,75 centimeter lange articulate brachiopode kenmerkt zich door zijn grote schelpen met brede, krachtige spits, duidelijk zichtbare ribben, concentrische groeistrepen, evenals enkele stekels en een bolvormige steelklep.

## Soorten
- D. bayanhuaensis † Lee & Gu 1980
- D. bellatulus † Li 1986
- D. byrangi † Einor 1939
- D. decorus † Lee & Gu 1980
- D. expansus † Grabau 1936
- D. gallatinensis † Girty 1899
- D. grabaui † Nakamura 1960
- D. hermosanus † Girty 1899
- D. jalaidensis † Lee & Gu 1980
- D. linoproductoides † Ustritsky 1963
- D. loczyi † Nakamura 1960
- D. manchuricus † Chao 1927
- D. minor † Lee & Gu 1980
- D. nantanensis † Grabau 1936
- D. primus † Semichatova 1936
- D. quiliensis † Li & Duan 1985
- D. regularis † Lee & Gu 1980
- D. rimalis † Lee & Duan 1985
- D. tartaricus † Tschernyschew 1902
- D. weiningensis † Jin & Liao 1966
- D. tardatus † Reed 1944